# Халваджи-Благиня Юлія Олегівна
Юлія Олегівна Халваджи-Благиня (нар. 21 лютого 1990, Львів) — українська борчиня вільного стилю, бронзова призерка чемпіонату світу, чемпіонка та чотириразова призерка чемпіонатів Європи, бронзова призерка Кубку світу, учасниця Олімпійських ігор. Майстер спорту України міжнародного класу з вільної боротьби.

## Біографія
Народилася 21 лютого 1990 року у Львові. Боротьбою почала займатися в 11 років з 2001 року. Тренер — Заслужений тренер України Олег Сазонов. Вже наприкінці першого року тренувань виграла дитячу першість України. Представляє «фізкультурно-спортивне товариство Динамо», вихованка Львівського училища фізичної культури, з 2010 року студентка Львівського державного університету фізичної культури. Чемпіонка світу серед юніорів 2009 року, срібна призерка 2010 року. Чемпіонка Європи серед юніорів 2008 і 2010 років, бронзова призерка 2009 року. Бронзова призерка чемпіонату Європи серед кадетів 2007 року. Найкраща спортсменка Львівщини за підсумками листопада 2012 року.
Хобі — література.

## Спортивні результати на міжнародних змаганнях

### Виступи на Олімпіадах
| Змагання                    | Збірна  | Вагова категорія          | Місце |
| --------------------------- | ------- | ------------------------- | ----- |
| Літні Олімпійські ігри 2016 | Україна | жіноча боротьба, до 53 кг | 11    |

### Виступи на Європейських іграх
| Змагання              | Збірна  | Вагова категорія          | Місце  |
| --------------------- | ------- | ------------------------- | ------ |
| Європейські ігри 2019 | Україна | жіноча боротьба, до 53 кг | Срібло |

### Виступи на Чемпіонатах світу
#ЗНАЧ! 

| Змагання                        | Збірна  | Вагова категорія          | Місце  |
| ------------------------------- | ------- | ------------------------- | ------ |
| Чемпіонат світу з боротьби 2008 | Україна | жіноча боротьба, до 51 кг | Бронза |
| Чемпіонат світу з боротьби 2012 | Україна | жіноча боротьба, до 51 кг | 12     |
| Чемпіонат світу з боротьби 2013 | Україна | жіноча боротьба, до 51 кг | 5      |
| Чемпіонат світу з боротьби 2014 | Україна | жіноча боротьба, до 53 кг | 8      |
| Чемпіонат світу з боротьби 2019 | Україна | жіноча боротьба, до 53 кг | 23     |

### Виступи на Чемпіонатах Європи
| Змагання                         | Збірна  | Вагова категорія          | Місце  |
| -------------------------------- | ------- | ------------------------- | ------ |
| Чемпіонат Європи з боротьби 2008 | Україна | жіноча боротьба, до 51 кг | Бронза |
| Чемпіонат Європи з боротьби 2009 | Україна | жіноча боротьба, до 51 кг | Бронза |
| Чемпіонат Європи з боротьби 2011 | Україна | жіноча боротьба, до 51 кг | Золото |
| Чемпіонат Європи з боротьби 2013 | Україна | жіноча боротьба, до 51 кг | Срібло |
| Чемпіонат Європи з боротьби 2016 | Україна | жіноча боротьба, до 53 кг | Бронза |

### Виступи на Кубках світу
| Змагання                    | Збірна  | Вагова категорія          | Місце  |
| --------------------------- | ------- | ------------------------- | ------ |
| Кубок світу з боротьби 2010 | Україна | жіноча боротьба, до 51 кг | Бронза |
| Кубок світу з боротьби 2014 | Україна | жіноча боротьба, до 53 кг | 8      |

### Виступи на інших змаганнях
| Змагання                                                      | Збірна  | Вагова категорія          | Місце  |
| ------------------------------------------------------------- | ------- | ------------------------- | ------ |
| Золотий Гран-прі з боротьби 2009                              | Україна | жіноча боротьба, до 51 кг | Бронза |
| Золотий Гран-прі з боротьби 2011 (Баку)                       | Україна | жіноча боротьба, до 51 кг | Бронза |
| Київський Міжнародний турнір з боротьби 2012                  | Україна | жіноча боротьба, до 51 кг | Срібло |
| Відкритий чемпіонат Польщі з боротьби 2012                    | Україна | жіноча боротьба, до 51 кг | Бронза |
| Вогні Москви 2012                                             | Україна | жіноча боротьба, до 51 кг | Золото |
| Гран-прі «Іван Яригін» 2013                                   | Україна | жіноча боротьба, до 51 кг | Бронза |
| Київський Міжнародний турнір з боротьби 2013                  | Україна | жіноча боротьба, до 51 кг | 7      |
| Битва на водоспаді 2013                                       | Україна | жіноча боротьба, до 51 кг | Срібло |
| Літня Універсіада 2013                                        | Україна | жіноча боротьба, до 51 кг | Бронза |
| Золотий Гран-прі з боротьби 2013 (Баку)                       | Україна | жіноча боротьба, до 51 кг | 5      |
| Вогні Москви 2014                                             | Україна | жіноча боротьба, до 53 кг | Бронза |
| Турнір Дана Колова — Ніколи Петрова 2015                      | Україна | жіноча боротьба, до 53 кг | Бронза |
| Відкритий чемпіонат Польщі з боротьби 2015                    | Україна | жіноча боротьба, до 53 кг | 18     |
| Кубок Алроси 2015                                             | Україна | жіноча боротьба, до 53 кг | Срібло |
| Київський Міжнародний турнір з боротьби 2016                  | Україна | жіноча боротьба, до 53 кг | Золото |
| Олімпійський кваліфікаційний турнір з боротьби 2016 (Їго)     | Україна | жіноча боротьба, до 53 кг | Бронза |
| Олімпійський кваліфікаційний турнір з боротьби 2016 (Стамбул) | Україна | жіноча боротьба, до 53 кг | Золото |
| Відкритий чемпіонат Польщі з боротьби 2016                    | Україна | жіноча боротьба, до 53 кг | 5      |
| Золотий Гран-прі з боротьби 2016                              | Україна | жіноча боротьба, до 53 кг | 12     |
| Турнір Дана Колова — Ніколи Петрова 2019                      | Україна | жіноча боротьба, до 53 кг | 11     |
| Київський Міжнародний турнір з боротьби 2019                  | Україна | жіноча боротьба, до 53 кг | Золото |

### Виступи на змаганнях молодших вікових груп
| Змагання                                       | Збірна  | Вагова категорія          | Місце  |
| ---------------------------------------------- | ------- | ------------------------- | ------ |
| Чемпіонат Європи з боротьби серед юніорів 2008 | Україна | жіноча боротьба, до 51 кг | Золото |
| Чемпіонат Європи з боротьби серед юніорів 2009 | Україна | жіноча боротьба, до 55 кг | Бронза |
| Чемпіонат світу з боротьби серед юніорів 2009  | Україна | жіноча боротьба, до 55 кг | Золото |
| Чемпіонат Європи з боротьби серед юніорів 2010 | Україна | жіноча боротьба, до 55 кг | Золото |
| Чемпіонат світу з боротьби серед юніорів 2010  | Україна | жіноча боротьба, до 55 кг | Срібло |
| Чемпіонат Європи з боротьби серед кадетів 2007 | Україна | жіноча боротьба, до 56 кг | Бронза |

## Державні нагороди
- Орден княгині Ольги III ст. (15 липня 2019) —За досягнення високих спортивних результатів ІІ Європейських іграх у м.Мінську (Республіка Білорусь), виявлені самовідданість та волю до перемоги, піднесення міжнародного авторитету України[1]
- Медаль «За працю і звитягу» (25 липня 2013) — за досягнення високих спортивних результатів на XXVII Всесвітній літній Універсіаді в Казані, виявлені самовідданість та волю до перемоги, піднесення міжнародного авторитету України[2]